# Emanuel Formánek
Emanuel Formánek (7. října 1869 Litomyšl – 2. dubna 1929 Praha) byl rakouský s český lékař, chemik, vysokoškolský pedagog a politik, na počátku 20. století poslanec Říšské rady.

## Biografie
Byl synem litomyšlského lékaře Emanuela Formánka a jeho ženy Aloisie. Studoval lékařskou fakultu Vídeňské univerzity, pak pokračoval na Univerzitě Karlově v Praze. Zde promoval roku 1893. Během studií již působil coby demonstrátor v Ústavu pro lučbu lékařskou a v tomto oboru byl aktivní i po dokončení studií. Roku 1896 sem nastoupil jako asistent u profesora Ivana Horbaczewského. Absolvoval studijní pobyty v Německu a Francii a stal se městským chemikem v Praze a rovněž vrchním inspektorem Všeobecného ústavu ke zkoumání potravin. V roce 1898 se habilitoval v oboru užité chemie lékařské a roku 1902 i v toxikologii. Od roku 1903 byl mimořádným profesorem. V roce 1917 nastoupil jako přednosta Ústavu pro lučbu lékařskou a od roku 1918 byl řádným profesorem. Později byl zastupujícím přednostou Ústavu farmakologicko-farmakognostického a v této funkci setrval do své smrti. Publikoval četné odborné a populárně-naučné spisy.
Na počátku 20. století se zapojil i do celostátní politiky. Ve volbách do Říšské rady roku 1911 získal mandát v Říšské radě (celostátní zákonodárný sbor) za obvod Čechy 28. Usedl do poslanecké frakce Český národně sociální klub. Ve vídeňském parlamentu setrval až do zániku monarchie. K roku 1911 se profesně uvádí jako univerzitní profesor a vrchní inspektor potravin.
Zemřel v dubnu 1929 v pražské všeobecné nemocnici na komplikace spojené s diabetem.